# Peter Singer
Peter Albert David Singer (Melbourne, 6 luglio 1946) è un filosofo e saggista australiano.

## Biografia
Singer è nato a Melbourne da una famiglia di ebrei viennesi rifugiatisi in Australia nell'agosto 1938, poco dopo l'Anschluß dell'Austria al Terzo Reich. Dopo gli studi in legge, storia e filosofia presso l'Università di Melbourne, nel 1969 ottiene una borsa di studio presso l'Università di Oxford, dove otterrà il bachelor in filosofia. Inizierà la sua carriera accademica presso La Trobe University, per poi insegnare all'Università Monash. Dal 1999 insegna presso l'Università di Princeton e dal 2005 presso l'Università di Melbourne.
Noto soprattutto per essere stato il pioniere del movimento per i diritti degli animali, di cui è tuttora uno degli attivisti più influenti, Singer può essere considerato uno dei pensatori contemporanei più importanti nel campo dell'etica e con le sue tesi, sempre polemiche e al centro di dibattiti, ha incrinato le certezze morali dell'uomo occidentale, mettendo pericolosamente in crisi la "morale tradizionale", cioè quella della "sacralità della vita". In Ripensare la vita (1994), Singer propone persino una sorta di nuovo "decalogo", in cui, per esempio, contrappone al "quinto comandamento antico": «tratta ogni vita umana come ugualmente preziosa», un "quinto comandamento nuovo": «non operare discriminazioni sulla base della specie».
Il suo testo più famoso è Liberazione animale (1975), in cui ha esposto le sue tesi contro lo specismo, termine coniato da Richard Ryder sul calco di razzismo e sessismo per riferirsi alla minore considerazione attribuita dagli esseri umani, sul piano morale, alle altre specie animali.

## La filosofia morale

### L'antispecismo
La filosofia morale di Singer, ateo, è di stampo consequenzialista ed è impostata come una forma di utilitarismo, secondo la quale l'azione moralmente giusta è quella che massimizza la soddisfazione delle preferenze del maggior numero di esseri senzienti; in tale categoria Singer include anche gli animali dotati, al pari della specie umana, della capacità di soffrire e, quindi, della preferenza a non soffrire.
Secondo Singer, la differenza di specie quindi non è in sé una differenza moralmente rilevante, sebbene possa esserlo indirettamente nella misura in cui si traduce in una differenza di preferenze o nell'intensità delle stesse. Considerare la differenza di specie come moralmente rilevante in sé è quindi una forma di indebito pregiudizio al pari del razzismo o del sessismo, in cui si considerano differenze moralmente neutre, come la razza o il genere sessuale, come fondanti differenze di trattamento o di considerazione morale.
Nel giugno 2024 ha dichiarato di non aver mai simpatizzato per qualche specie animale in particolare e di non avere mai avuto accanto a sé degli animali. La sua propensione per la dieta vegana deriva dalla condivisione delle sofferenze recate a qualsiasi essere vivente ed è il motivo del suo attivismo per il fine vita e contro la povertà nel mondo.

### Altri temi morali
Le sue riflessioni non si fermano, però, ai diritti degli animali, ma abbracciano ampie problematiche nel campo dell'etica e in particolare dell'etica applicata: dal rispetto per l'ambiente all'etica politica, dalla squilibrata distribuzione della ricchezza alla responsabilità dei paesi ricchi verso il Terzo mondo, fino agli scottanti temi di etica biomedica come l'aborto, l'eutanasia e la ricerca che coinvolge la sperimentazione animale. Tra le sue tesi che hanno fatto più discutere vi è la "Tesi della sostituibilità" ("Replaceability argument"), in cui Singer sostiene l'eutanasia neonatale in caso di grave disabilità del bambino, affermando che è preferibile sopprimere un bambino malato in fase neonatale e sostituirlo con un "nuovo progetto creativo", piuttosto che lasciarlo morire privandolo di ogni "sostegno vitale", come avviene nel caso della nascita di bambini anencefalici, i quali sono destinati a morte certa in breve tempo. Questo supporto all'infanticidio di bambini disabili ha portato alcuni attivisti a chiedere, tramite una petizione, le dimissioni di Singer.

## I quattro assiomi del suo pensiero
Le sue tesi derivano principalmente da quattro premesse:
1. Il dolore, inteso come qualsiasi tipo di sofferenza fisica o psicologica, è negativo a prescindere da chi lo provi.
2. La specie umana non è l'unica in grado di provare sofferenza o dolore. Ed è innegabile che ciò succede anche a tutti gli animali di specie non umana, molti dei quali sono in grado di provare anche forme di sofferenza che vanno al di là di quella fisica (l'angoscia di una madre separata dai suoi piccoli, la noia dell'essere rinchiusi in una gabbia senza aver nulla da fare). È proprio questo che ci rende uguali agli animali non-umani e che porta a ritenere la sperimentazione scientifica sugli animali e il consumo di carne atti ingiustificabili, dettati unicamente dalla nostra concezione specista, profondamente radicata nella civiltà occidentale odierna.
3. Nel soppesare la gravità dell'atto di togliere una vita, bisogna prescindere da specie, razza e sesso, ma guardare ad altre caratteristiche dell'essere che verrebbe ucciso, come il suo desiderio di continuare o meno a vivere, la qualità della vita che sarebbe in grado di condurre, ecc.
4. Tutti noi non siamo responsabili solo di quello che facciamo, ma anche di quello che avremmo potuto impedire o che abbiamo deciso di non fare.

## Riconoscimenti
Nel 2021, a Singer è stato conferito il Premio Berggruen da un milione di dollari statunitensi, assegnato annualmente a una personalità significativa nel campo della  filosofia,  e ha deciso di dare la somma in beneficenza. 
Per l'esattezza, ha deciso di donare la metà del denaro alla sua fondazione "The Life You Can Save" (La vita che puoi salvare, come il suo libro omonimo), precisando che non ha mai prelevato un centesimo da essa. La motivazione di ciò sta nel fatto che "durante gli ultimi tre anni, ogni dollaro speso da essa ne ha generati in media 17 in termini di donazioni alle Organizzazioni non profit raccomandate dalla stessa.
Inoltre, Singer ha intenzione di destinare un terzo della somma vinta ad organizzazioni che combattono l'allevamento intensivo, che siano sotto il controllo dei "valutatori della organizzazione benefica statunitense a favore degli animali" ("Animal Charity Evaluators").